# Zlil Sela
Zlil Sela (3 de maio de 1962) é um matemático israelense. Trabalha com teoria dos grupos, em especial a teoria geométrica de grupos e teoria dos modelos.
Sela obteve um doutorado em 1991 na Universidade Hebraica de Jerusalém, orientado por Eliyahu Rips, com a tese Topics in 3-Manifolds. Foi Professor Associado (como Sloan fellow) da Universidade Columbia. É atualmente Professor no Instituto Albert Einstein da Universidade Hebraica de Jerusalém.
Com seu orientador Rips resolveu na década de 1990 o problema do isomorfismo de grupo para grupos hiperbólicos sem torção, de acordo com Mikhael Gromov.
Em 2008 recebeu o Prêmio Karp, em especial por sua solução do problema do isomorfismo e do problema de Tarski.
Em 2003 recebeu o Prêmio Erdős da União Matemática Israelense. Em 2005 apresentou a Tarski Lectures na Universidade da Califórnia em Berkeley. Em 2002 foi palestrante convidado (Invited Speaker) no Congresso Internacional de Matemáticos em Pequim (Diophantine geometry over groups and the elementary theory of free and hyperbolic groups).